# Клепиково (Кичменгско-Городецкий район)
Клепиково — деревня в Кичменгско-Городецком районе Вологодской области.
Входит в состав Городецкого сельского поселения (с 1 января 2006 года по 1 апреля 2013 года входила в Захаровское сельское поселение), с точки зрения административно-территориального деления — в Захаровский сельсовет.
Расстояние до районного центра Кичменгского Городка по автодороге составляет 15 км. Ближайшие населённые пункты — Григорово, Токарево, Захарово.
Население по данным переписи 2002 года — 52 человека (30 мужчин, 22 женщины). Всё население — русские.